# Zeng Fanzhi

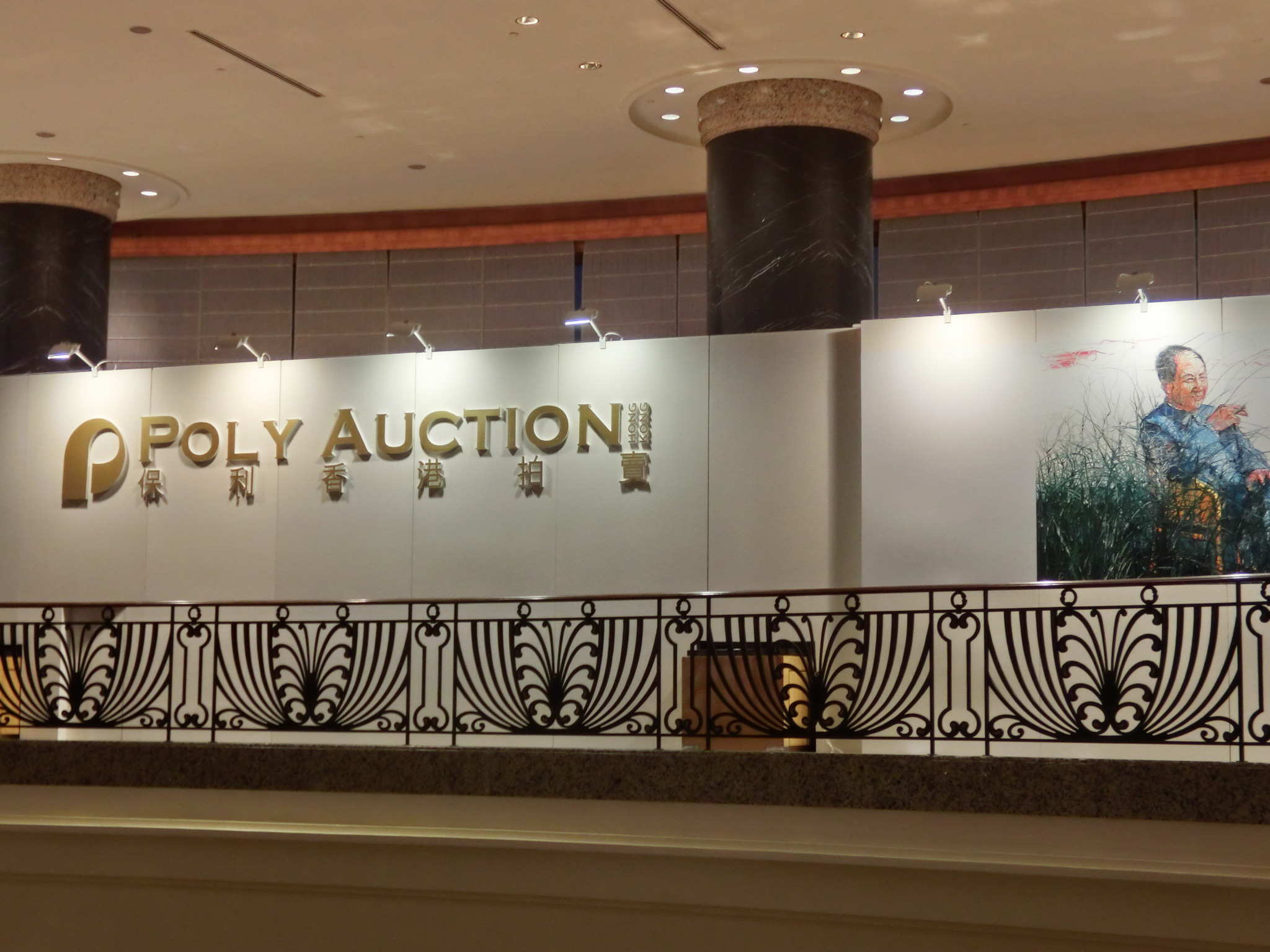
Mao's Song Poem of Snow, No 2

Zeng Fanzhi (mandarin:曾梵志), född 1964 in Wuhan i Kina , är en kinesisk målare.
Zeng Fanzhi utbildade sig på konstakademien i Hubei med examen 1991.
Hans verk är influerade av hans uppväxt under kulturrevolutionen. Han tillhör tillsammans med  jämnåriga Yue Minjun, Wang Guangyi och Fang Lijun en konstriktning som har benämnts "cynisk realism" eller politisk popkonst".
Zang Fanzhi är mest känd för sin serie masker, som han gjorde mellan 1994 och 2000. I dessa bilder är de avbildades ansikten gömda bakom stiliserade masker.
Han deltog i Venedigbiennalen 2009.